# Stipiturus
Genre
Stipiturus est un genre d'oiseaux de la famille des Maluridae.

## Liste des espèces
Selon la classification de référence du Congrès ornithologique international (version 6.4, 2016) :
- Stipiturus malachurus (Shaw, 1798)
  - Stipiturus malachurus intermedius Ashby, 1920
  - Stipiturus malachurus halmaturinus Parsons, 1920
  - Stipiturus malachurus hartogi Carter, 1916
  - Stipiturus malachurus littleri Mathews, 1912
  - Stipiturus malachurus malachurus (Shaw, 1798)
  - Stipiturus malachurus parimeda Schodde & Weatherly, 1981
  - Stipiturus malachurus polionotum Schodde & Mason, IJ, 1999
  - Stipiturus malachurus westernensis Campbell, AJ, 1912
- Stipiturus mallee Campbell, AJ, 1908
- Stipiturus ruficeps Campbell, AJ, 1899